# Actinosoma
Actinosoma pentacanthum es una especie de araña araneomorfa de la familia Araneidae. Es el único miembro del género monotípico Actinosoma. Es originaria de Sudamérica.